# 林羽峰
林羽峰（原名：罗纳德·苏西洛，印尼语：Ronald Susilo，1979年7月6日—）生于印尼东爪哇柬义利，本是印尼华裔，後为新加坡羽毛球运动员，現已退役。

## 簡歷
他8岁时在雅加达的Pelita Jaya俱乐部开始接触羽毛球，中学就读于新加坡英华中学并拥有奖学金 。他会说英语、印尼语和马来语，并且能听懂汉语。19岁之时，他加入了新加坡羽毛球协会。在2004年雅典奥运会上，苏西洛成为了新加坡代表团的开幕式旗手。他之前与新加坡乒乓球名将李佳薇订婚，李佳薇还给苏西洛取了一个中文名「林羽峰」，但在2008年6月，双方宣布分手。
林羽峰在2004年雅典奥运会男单比赛中，首轮淘汰了世界头号种子中国的林丹，次轮击败了德国选手比约恩·约皮恩闯入八强，最终被泰国文萨·波萨那挡在半决赛之外。
在2008年北京奥运会男单比赛中，他在首轮遭遇到了如日中天的2号种子马来西亚名将李宗伟，以13-21, 14-21败下阵来。

## 主要比賽成績
只列出曾進入準決賽的國際賽事成績：
| 年份   | 賽事                     | 公開賽級別 | 項目     | 成績   |
| ------ | ------------------------ | ---------- | -------- | ------ |
| 2004年 | 全英羽毛球公開賽         |            | 男子單打 | 準決賽 |
| 2007年 | 新加坡羽毛球超級賽       | 超級賽     | 男子單打 | 準決賽 |
| 2014年 | 馬來西亞羽毛球國際挑戰賽 | 國際挑戰賽 | 男子單打 | 準決賽 |

| 2007-2017年 | 首要超級賽 | 超級賽 | 黃金大獎賽 | 大獎賽 | 國際挑戰賽 | 國際系列賽 | 未來系列賽 | 其他 |

| 2018-2026年 | 總決賽 | 超級1000賽 | 超級750賽 | 超級500賽 | 超級300賽 | 超級100賽 | 國際挑戰賽 | 國際系列賽 | 未來系列賽 | 其他 |

### 奧運會和世錦賽參賽紀錄
|          | 2003 | 2004 | 2005 | 2006 | 2007 | 2008 |
| -------- | ---- | ---- | ---- | ---- | ---- | ---- |
| 男子單打 | 16強 | 8強  | 64強 | 64強 | 8強  | 32強 |